# Międzynarodowa Olimpiada Chemiczna

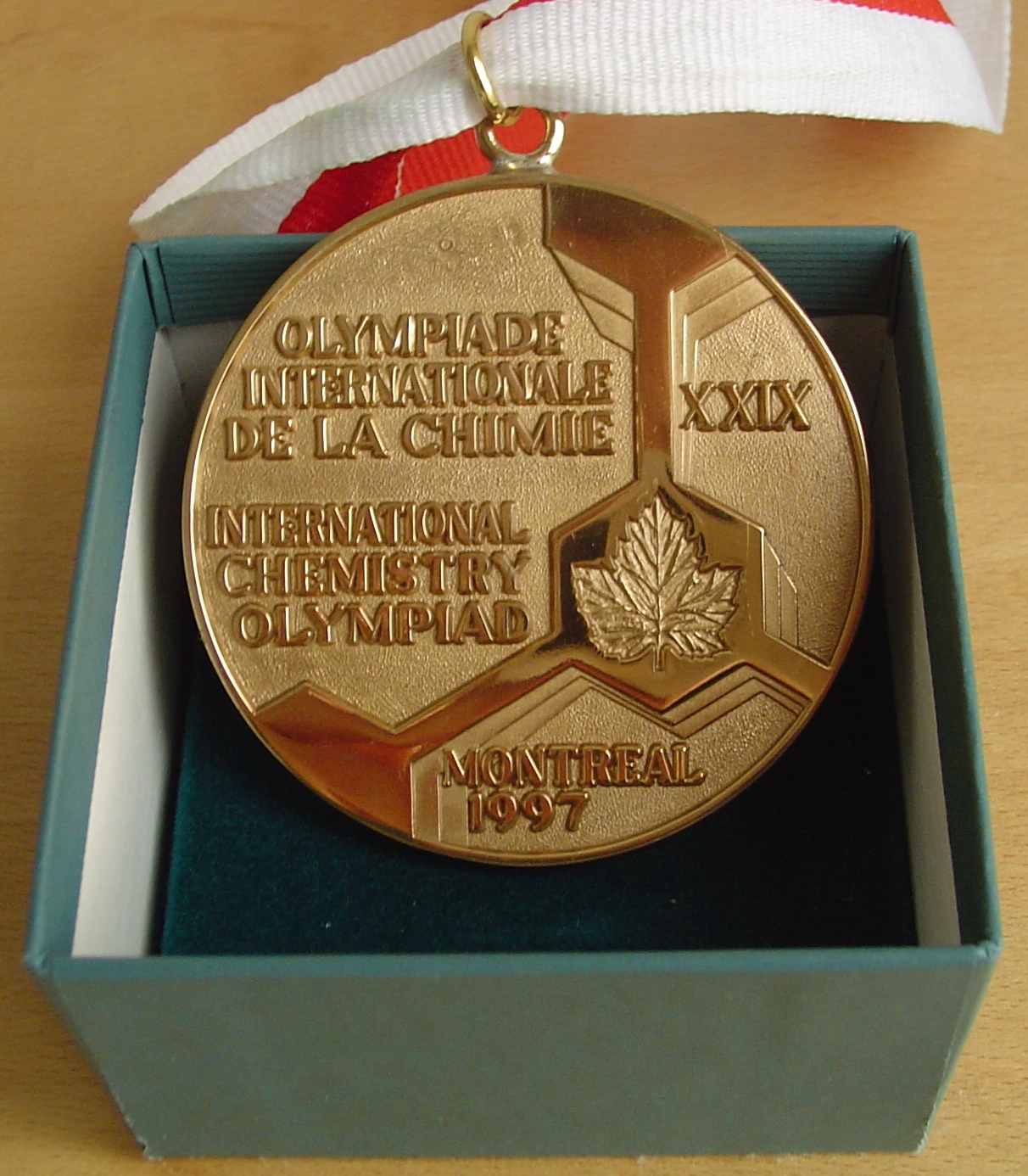
Fotografia medalu wręczonego zwycięzcom Międzynarodowej Olimpiady Chemicznej w roku 1997.

Międzynarodowa Olimpiada Chemiczna (ang. International Chemistry Olympiad, IChO) – coroczny międzynarodowy konkurs chemiczny, organizowany od 1968.
Jest to jedna z międzynarodowych olimpiad naukowych. Pierwsze zawody odbyły się w Pradze w Czechosłowacji w 1968 z inicjatywy Czechosłowacji, Polski i Węgier. W późniejszych edycjach kolejne kraje wysyłały również i swoje reprezentacje. Olimpiada ta odbyła się trzykrotnie w Polsce, w 1969 w Katowicach, w 1978 w Toruniu oraz w 1991 w Łodzi.
Obecnie na każdą międzynarodową olimpiadę chemiczną każdy kraj może delegować maksymalnie czworo uczestników oraz dwoje opiekunów. W Polsce kwalifikacja odbywa się poprzez krajową olimpiadę chemiczną. Do reprezentacji automatycznie kwalifikuje się zdobywca pierwszego miejsca olimpiady krajowej oraz trzej uczestnicy, którzy uzyskają największą liczbę punktów L liczonych ze wzoru L = 3NIII + NII + Pd, gdzie N to liczba punktów odpowiadająca procentowemu wynikowi uzyskanemu odpowiednio w III i II etapie, a Pd to punkty dodatkowe za tytuł laureata lub wyróżnionego w poprzednich olimpiadach (po 20 pkt za każdy tytuł).

## Historia
| Nazwa                                         | Organizator olimpiady         | Data             | Polscy zdobywcy medali (zajęte miejsce) |
| --------------------------------------------- | ----------------------------- | ---------------- | --------------------------------------- |
| 49. Międzynarodowa Olimpiada Chemiczna        | Nakhon Pathom, Tajlandia      | 2017             |                                         |
| 49. Międzynarodowa Olimpiada Chemiczna        | Nakhon Pathom, Tajlandia      | 2017             | Michał Pychtin (42)                     |
| 49. Międzynarodowa Olimpiada Chemiczna        | Nakhon Pathom, Tajlandia      | 2017             | Daniel Golec (65)                       |
| 49. Międzynarodowa Olimpiada Chemiczna        | Nakhon Pathom, Tajlandia      | 2017             | Jakub Narodowiec (100)                  |
| 49. Międzynarodowa Olimpiada Chemiczna        | Nakhon Pathom, Tajlandia      | 2017             | Wojciech Jankowski (119)                |
| 48. Międzynarodowa Olimpiada Chemiczna        | Tbilisi, Gruzja               | 2016             |                                         |
| 48. Międzynarodowa Olimpiada Chemiczna        | Tbilisi, Gruzja               | 2016             | Michał Łukasz Gala (24)                 |
| 48. Międzynarodowa Olimpiada Chemiczna        | Tbilisi, Gruzja               | 2016             | Mikołaj Świerczyński (42)               |
| 48. Międzynarodowa Olimpiada Chemiczna        | Tbilisi, Gruzja               | 2016             | Adam Klukowski (43)                     |
| 48. Międzynarodowa Olimpiada Chemiczna        | Tbilisi, Gruzja               | 2016             | Dominika Zajkowska (72)                 |
| 47. Międzynarodowa Olimpiada Chemiczna        | Baku, Azerbejdżan             | 2015             |                                         |
| 47. Międzynarodowa Olimpiada Chemiczna        | Baku, Azerbejdżan             | 2015             | Michał Kopyt (11)                       |
| 47. Międzynarodowa Olimpiada Chemiczna        | Baku, Azerbejdżan             | 2015             | Karol Rząd (39)                         |
| 47. Międzynarodowa Olimpiada Chemiczna        | Baku, Azerbejdżan             | 2015             | Michał Gala (58)                        |
| 47. Międzynarodowa Olimpiada Chemiczna        | Baku, Azerbejdżan             | 2015             | Damian Jędrzejowski (147)               |
| 46. Międzynarodowa Olimpiada Chemiczna        | Hanoi, Wietnam                | 2014             |                                         |
| 46. Międzynarodowa Olimpiada Chemiczna        | Hanoi, Wietnam                | 2014             | Mateusz Szczygieł (13)                  |
| 46. Międzynarodowa Olimpiada Chemiczna        | Hanoi, Wietnam                | 2014             | Wojciech Łyczek (27)                    |
| 46. Międzynarodowa Olimpiada Chemiczna        | Hanoi, Wietnam                | 2014             | Karol Rząd (71)                         |
| 46. Międzynarodowa Olimpiada Chemiczna        | Hanoi, Wietnam                | 2014             | Anna Fabich (117)                       |
| 45. Międzynarodowa Olimpiada Chemiczna        | Moskwa, Rosja                 | 2013             |                                         |
| 45. Międzynarodowa Olimpiada Chemiczna        | Moskwa, Rosja                 | 2013             | Michał Magott (14)                      |
| 45. Międzynarodowa Olimpiada Chemiczna        | Moskwa, Rosja                 | 2013             | Tomasz Damian Kudłacz (31)              |
| 45. Międzynarodowa Olimpiada Chemiczna        | Moskwa, Rosja                 | 2013             | Piotr Krzysztof Wróbel (38)             |
| 45. Międzynarodowa Olimpiada Chemiczna        | Moskwa, Rosja                 | 2013             | Paulina Mieldzioć (98)                  |
| 44. Międzynarodowa Olimpiada Chemiczna        | Waszyngton, Stany Zjednoczone | 2012             |                                         |
| 44. Międzynarodowa Olimpiada Chemiczna        | Waszyngton, Stany Zjednoczone | 2012             | Kamil Adamczyk (56)                     |
| 44. Międzynarodowa Olimpiada Chemiczna        | Waszyngton, Stany Zjednoczone | 2012             | Szymon Wrzesień (62)                    |
| 44. Międzynarodowa Olimpiada Chemiczna        | Waszyngton, Stany Zjednoczone | 2012             | Grzegorz Rak (96)                       |
| 44. Międzynarodowa Olimpiada Chemiczna        | Waszyngton, Stany Zjednoczone | 2012             | Paweł Błaszczyk (126)                   |
| 43. Międzynarodowa Olimpiada Chemiczna        | Ankara, Turcja                | 2011             |                                         |
| 43. Międzynarodowa Olimpiada Chemiczna        | Ankara, Turcja                | 2011             | Paweł Włodarczyk (44)                   |
| 43. Międzynarodowa Olimpiada Chemiczna        | Ankara, Turcja                | 2011             | Maria Budnik (77)                       |
| 43. Międzynarodowa Olimpiada Chemiczna        | Ankara, Turcja                | 2011             | Szymon Rzeźwicki (119)                  |
| 43. Międzynarodowa Olimpiada Chemiczna        | Ankara, Turcja                | 2011             | Michał Ociepa (139)                     |
| 42. Międzynarodowa Olimpiada Chemiczna        | Tokio, Japonia                | 2010             |                                         |
| 42. Międzynarodowa Olimpiada Chemiczna        | Tokio, Japonia                | 2010             | Witold Hoffman (46)                     |
| 42. Międzynarodowa Olimpiada Chemiczna        | Tokio, Japonia                | 2010             | Kornel Ocytko (50)                      |
| 42. Międzynarodowa Olimpiada Chemiczna        | Tokio, Japonia                | 2010             | Maciej Gryszel (95)                     |
| 42. Międzynarodowa Olimpiada Chemiczna        | Tokio, Japonia                | 2010             | Marcin Malinowski (109)                 |
| 41. Międzynarodowa Olimpiada Chemiczna (ang.) | Cambridge, Wielka Brytania    | 18-27 lipca 2009 |                                         |
| 41. Międzynarodowa Olimpiada Chemiczna (ang.) | Cambridge, Wielka Brytania    | 18-27 lipca 2009 | Marcin Warmiński (38)                   |
| 41. Międzynarodowa Olimpiada Chemiczna (ang.) | Cambridge, Wielka Brytania    | 18-27 lipca 2009 | Marcin Malinowski (55)                  |
| 41. Międzynarodowa Olimpiada Chemiczna (ang.) | Cambridge, Wielka Brytania    | 18-27 lipca 2009 | Maciej Sienkiewicz (56)                 |
| 41. Międzynarodowa Olimpiada Chemiczna (ang.) | Cambridge, Wielka Brytania    | 18-27 lipca 2009 | Artur Stachowiak (96)                   |
| 40. Międzynarodowa Olimpiada Chemiczna (ang.) | Budapeszt, Węgry              | 12-21 lipca 2008 |                                         |
| 40. Międzynarodowa Olimpiada Chemiczna (ang.) | Budapeszt, Węgry              | 12-21 lipca 2008 | Oskar Sala (11)                         |
| 40. Międzynarodowa Olimpiada Chemiczna (ang.) | Budapeszt, Węgry              | 12-21 lipca 2008 | Tomasz Biczel (29)                      |
| 40. Międzynarodowa Olimpiada Chemiczna (ang.) | Budapeszt, Węgry              | 12-21 lipca 2008 | Łukasz Krawiec (106)                    |
| 40. Międzynarodowa Olimpiada Chemiczna (ang.) | Budapeszt, Węgry              | 12-21 lipca 2008 | Jakub Mróz (113)                        |
| 39. Międzynarodowa Olimpiada Chemiczna (ang.) | Moskwa, Rosja                 | 15-24 lipca 2007 |                                         |
| 39. Międzynarodowa Olimpiada Chemiczna (ang.) | Moskwa, Rosja                 | 15-24 lipca 2007 | Dawid Lichosyt (12)                     |
| 39. Międzynarodowa Olimpiada Chemiczna (ang.) | Moskwa, Rosja                 | 15-24 lipca 2007 | Krzysztof Kosiński (13)                 |
| 39. Międzynarodowa Olimpiada Chemiczna (ang.) | Moskwa, Rosja                 | 15-24 lipca 2007 | Wojciech Magoń (19)                     |
| 39. Międzynarodowa Olimpiada Chemiczna (ang.) | Moskwa, Rosja                 | 15-24 lipca 2007 | Przemysław Trędak (30)                  |
| 38. Międzynarodowa Olimpiada Chemiczna (ang.) | Gyeongsan, Korea Południowa   | 2-11 lipca 2006  |                                         |
| 38. Międzynarodowa Olimpiada Chemiczna (ang.) | Gyeongsan, Korea Południowa   | 2-11 lipca 2006  | Jędrzej Kaniewski (10)                  |
| 38. Międzynarodowa Olimpiada Chemiczna (ang.) | Gyeongsan, Korea Południowa   | 2-11 lipca 2006  | Piotr Guńka (21)                        |
| 38. Międzynarodowa Olimpiada Chemiczna (ang.) | Gyeongsan, Korea Południowa   | 2-11 lipca 2006  | Michał Tomza (54)                       |
| 38. Międzynarodowa Olimpiada Chemiczna (ang.) | Gyeongsan, Korea Południowa   | 2-11 lipca 2006  | Krzysztof Budny-Godlewski (110)         |
| 37. Międzynarodowa Olimpiada Chemiczna (ang.) | Tajpej, Tajwan                | 16-25 lipca 2005 |                                         |
| 37. Międzynarodowa Olimpiada Chemiczna (ang.) | Tajpej, Tajwan                | 16-25 lipca 2005 | Jędrzej Kaniewski (23)                  |
| 37. Międzynarodowa Olimpiada Chemiczna (ang.) | Tajpej, Tajwan                | 16-25 lipca 2005 | Michał Kochman (37)                     |
| 37. Międzynarodowa Olimpiada Chemiczna (ang.) | Tajpej, Tajwan                | 16-25 lipca 2005 | Piotr Paluch (91)                       |
| 37. Międzynarodowa Olimpiada Chemiczna (ang.) | Tajpej, Tajwan                | 16-25 lipca 2005 | Anna Rydzik (97)                        |
| 36. Międzynarodowa Olimpiada Chemiczna (ang.) | Kilonia, Niemcy               | 18-27 lipca 2004 |                                         |
| 36. Międzynarodowa Olimpiada Chemiczna (ang.) | Kilonia, Niemcy               | 18-27 lipca 2004 | Filip Ulatowski (5)                     |
| 36. Międzynarodowa Olimpiada Chemiczna (ang.) | Kilonia, Niemcy               | 18-27 lipca 2004 | Paweł Dydio (20)                        |
| 36. Międzynarodowa Olimpiada Chemiczna (ang.) | Kilonia, Niemcy               | 18-27 lipca 2004 | Grzegorz Jamróz (60)                    |
| 36. Międzynarodowa Olimpiada Chemiczna (ang.) | Kilonia, Niemcy               | 18-27 lipca 2004 | Michał Zych (107)                       |
| 35. Międzynarodowa Olimpiada Chemiczna (ang.) | Ateny, Grecja                 | 5-14 lipca 2003  |                                         |
| 35. Międzynarodowa Olimpiada Chemiczna (ang.) | Ateny, Grecja                 | 5-14 lipca 2003  | Paweł Śledz (26)                        |
| 35. Międzynarodowa Olimpiada Chemiczna (ang.) | Ateny, Grecja                 | 5-14 lipca 2003  | Łukasz Jaremko (39)                     |
| 35. Międzynarodowa Olimpiada Chemiczna (ang.) | Ateny, Grecja                 | 5-14 lipca 2003  | Paweł Zawadzki (84)                     |
| 35. Międzynarodowa Olimpiada Chemiczna (ang.) | Ateny, Grecja                 | 5-14 lipca 2003  | Jeremiasz Jagiełła (92)                 |
| 34. Międzynarodowa Olimpiada Chemiczna        | Groningen, Holandia           | 5-14 lipca 2002  |                                         |
| 34. Międzynarodowa Olimpiada Chemiczna        | Groningen, Holandia           | 5-14 lipca 2002  | Marcin Kałek (4)                        |
| 34. Międzynarodowa Olimpiada Chemiczna        | Groningen, Holandia           | 5-14 lipca 2002  | Jacek Bil (16)                          |
| 34. Międzynarodowa Olimpiada Chemiczna        | Groningen, Holandia           | 5-14 lipca 2002  | Michał Karbownik (63)                   |
| 34. Międzynarodowa Olimpiada Chemiczna        | Groningen, Holandia           | 5-14 lipca 2002  | Wojciech Skomorowski (117)              |
| 33. Międzynarodowa Olimpiada Chemiczna        | Bombaj, Indie                 | 6-15 lipca 2001  |                                         |
| 33. Międzynarodowa Olimpiada Chemiczna        | Bombaj, Indie                 | 6-15 lipca 2001  | Łukasz Sobczak                          |
| 33. Międzynarodowa Olimpiada Chemiczna        | Bombaj, Indie                 | 6-15 lipca 2001  | Jacek Kwiendacz                         |
| 33. Międzynarodowa Olimpiada Chemiczna        | Bombaj, Indie                 | 6-15 lipca 2001  | Piotr Duszewski                         |
| 33. Międzynarodowa Olimpiada Chemiczna        | Bombaj, Indie                 | 6-15 lipca 2001  | Michał Karbownik                        |
| 32. Międzynarodowa Olimpiada Chemiczna        | Kopenhaga, Dania              | 2-11 lipca 2000  |                                         |
| 32. Międzynarodowa Olimpiada Chemiczna        | Kopenhaga, Dania              | 2-11 lipca 2000  | Łukasz Sobczak (70)                     |
| 32. Międzynarodowa Olimpiada Chemiczna        | Kopenhaga, Dania              | 2-11 lipca 2000  | Piotr Król (83)                         |
| 32. Międzynarodowa Olimpiada Chemiczna        | Kopenhaga, Dania              | 2-11 lipca 2000  | Artur Stefanowicz (113)                 |
| 32. Międzynarodowa Olimpiada Chemiczna        | Kopenhaga, Dania              | 2-11 lipca 2000  | Maciej T. Gorzkowski (127)              |
| 31. Międzynarodowa Olimpiada Chemiczna        | Bangkok, Tajlandia            | 1999             |                                         |
| 30. Międzynarodowa Olimpiada Chemiczna        | Melbourne, Australia          | 1998             |                                         |
| 29. Międzynarodowa Olimpiada Chemiczna        | Montreal, Kanada              | 1997             |                                         |
| 28. Międzynarodowa Olimpiada Chemiczna        | Moskwa, Rosja                 | 1996             |                                         |
| 27. Międzynarodowa Olimpiada Chemiczna        | Pekin, Chiny                  | 1995             |                                         |
| 26. Międzynarodowa Olimpiada Chemiczna        | Oslo, Norwegia                | 1994             |                                         |
| 25. Międzynarodowa Olimpiada Chemiczna        | Perugia, Włochy               | 1993             |                                         |
| 24. Międzynarodowa Olimpiada Chemiczna        | Pittsburgh, Stany Zjednoczone | 1992             |                                         |
| 23. Międzynarodowa Olimpiada Chemiczna        | Łódź, Polska                  | 1991             |                                         |
| 22. Międzynarodowa Olimpiada Chemiczna        | Paryż, Francja                | 1990             |                                         |
| 21. Międzynarodowa Olimpiada Chemiczna        | Halle, NRD                    | 1989             |                                         |
| 20. Międzynarodowa Olimpiada Chemiczna        | Espoo, Finlandia              | 1988             |                                         |
| 19. Międzynarodowa Olimpiada Chemiczna        | Veszprém, Węgry               | 1987             |                                         |
| 18. Międzynarodowa Olimpiada Chemiczna        | Leiden, Holandia              | 1986             |                                         |
| 17. Międzynarodowa Olimpiada Chemiczna        | Bratysława, Czechosłowacja    | 1985             |                                         |
| 16. Międzynarodowa Olimpiada Chemiczna        | Frankfurt, NRD                | 1984             |                                         |
| 15. Międzynarodowa Olimpiada Chemiczna        | Timișoara, Rumunia            | 1983             |                                         |
| 14. Międzynarodowa Olimpiada Chemiczna        | Sztokholm, Szwecja            | 1982             |                                         |
| 13. Międzynarodowa Olimpiada Chemiczna        | Burgas, Bułgaria              | 1981             |                                         |
| 12. Międzynarodowa Olimpiada Chemiczna        | Linz, Austria                 | 1980             |                                         |
| 11. Międzynarodowa Olimpiada Chemiczna        | Leningrad, ZSRR               | 1979             |                                         |
| 10. Międzynarodowa Olimpiada Chemiczna        | Toruń, Polska                 | 1978             |                                         |
| 9. Międzynarodowa Olimpiada Chemiczna         | Bratysława, Czechosłowacja    | 1977             |                                         |
| 8. Międzynarodowa Olimpiada Chemiczna         | Halle, NRD                    | 1976             |                                         |
| 7. Międzynarodowa Olimpiada Chemiczna         | Veszprém, Węgry               | 1975             |                                         |
| 6. Międzynarodowa Olimpiada Chemiczna         | Bukareszt, Rumunia            | 1974             |                                         |
| 5. Międzynarodowa Olimpiada Chemiczna         | Sofia, Bułgaria               | 1973             |                                         |
| 4. Międzynarodowa Olimpiada Chemiczna         | Moskwa, ZSRR                  | 1972             |                                         |
| W 1971 roku Olimpiada się nie odbyła          |                               |                  |                                         |
| 3. Międzynarodowa Olimpiada Chemiczna         | Budapeszt, Węgry              | 1970             |                                         |
| 2. Międzynarodowa Olimpiada Chemiczna         | Katowice, Polska              | 1969             |                                         |
| 1. Międzynarodowa Olimpiada Chemiczna         | Praga, Czechosłowacja         | 1968             |                                         |